# Westliches Christentum
Westliches Christentum (lateinisch Christianitas Occidentalis) oder Westkirche bezeichnet den Teil des Christentums, dessen traditionelle Ursprünge auf das altkirchliche Patriarchat Rom und die aus diesem im Gebiet des weströmischen Reichs entwickelte Lateinische Kirche zurückgehen, und steht im Gegensatz zum östlichen Christentum.
Aus der Tradition der römischen Lateinischen Kirche, die als größte Kirche eigenen Rechts der römisch-katholischen Kirche auch Westkirche genannt wird, sind verschiedene weitere Zweige entstanden, insbesondere die auf die Reformation im 16. Jahrhundert zurückgehenden evangelischen und anglikanischen Kirchen, aber auch altkatholische Kirchen und apostolische Gemeinschaften sowie weitere katholische Kirchen und Gemeinschaften.

## Geschichte und Ausbreitung
Bereits im Urchristentum bildeten sich in den christlichen Gemeinden unterschiedliche Riten und Traditionen, die sich in der Folge weiter entwickelten. Eine besondere Stellung nahmen in der Alten Kirche die als Pentarchie bekannten Patriarchate von Konstantinopel, Alexandria, Antiochien, Jerusalem und Rom ein.
In der Spätantike spaltete sich das Römische Reich in Weströmisches (Rom) und Oströmisches Reich (Konstantinopel), und aus der Römischen Reichskirche entwickelte sich im lateinischen Westen und griechischen Osten unterschiedliche kirchliche Traditionen, deren Teilung sich im Morgenländischen Schisma manifestierte. In Westeuropa sowie dem westlichen Nordafrika entstand aus dem altkirchlichen Patriarchat Rom die Lateinische Kirche mit dem Papst als Oberhaupt, aus der ab dem 16. Jahrhundert die Kirchen der Reformation und späterer Abspaltungen hervorgingen. 
Spätestens seit dem Mittelalter ist die geografische Zuordnung jedoch nicht mehr eindeutig; unter anderem durch die Kreuzfahrer kam das lateinische, westliche Christentum auch in den Nahen Osten. Seit der islamischen Expansion ist Nordafrika überwiegend muslimisch geprägt.
In der Neuzeit führte die europäischen Expansion auch zur Missionierung und Besiedelung von Nord- und Südamerika, dem südlichen Afrika sowie dem Fernen Osten und Australien durch westliche Christen. Später kam die ostkirchliche Diaspora in den Stamm- und Missionsgebieten der Westkirche dazu, vor allem in Westeuropa, Nordamerika und Australien, und auch die westlichen Kirchen haben in den ursprünglichen Gebieten des östlichen Christentums Ausbreitung gefunden.

## Westkirchen
Als Westkirchen (lateinisch Ecclesiae Occidentales) werden die Kirchen des westlichen Christentums bezeichnet. Sie lassen sich in fünf Hauptgruppen gliedern:
- Als Lateinische Kirche wird heute die größte Kirche eigenen Rechts innerhalb der römisch-katholischen Kirche bezeichnet.
- Evangelische Kirchen sind die Kirchen in der Tradition der kontinentalen Reformation.
- Anglikanische Kirchen sind die Kirchen, die aus der Kirche von England hervorgegangen sind, die sich von dem päpstlichen Primat losgelöst hat, in ihrer Tradition aber evangelische und katholische Glaubenselemente vereinigt, wobei die katholische Tradition in der Liturgie und im Sakramentsverständnis vorherrscht, die evangelische in der Theologie und der Kirchenverfassung.
- Die Apostolischen Gemeinschaften bildeten sich im 19. Jahrhundert innerhalb der evangelischen und anglikanischen Kirchen, stellen aber eine eigene Konfessionsgruppe dar.
- Altkatholische Kirchen bildeten sich nach 1713 und 1871 durch Trennung von der römisch-katholischen Kirche.